# Fotografía en Uruguay
El primer proceso fotográfico comercial exitoso fue el llamado daguerrotipo, desarrollado en Francia en el siglo XIX. El mismo sintetizó los conocimientos acumulados en química y óptica hasta el momento y creó un mecanismo que marcó un hito en la historia de la fotografía. Poco tiempo después de su divulgación pública este proceso fotográfico había penetrado en diversos ámbitos de la actividad humana.

## Antecedentes

### Desarrollo del daguerrotipo

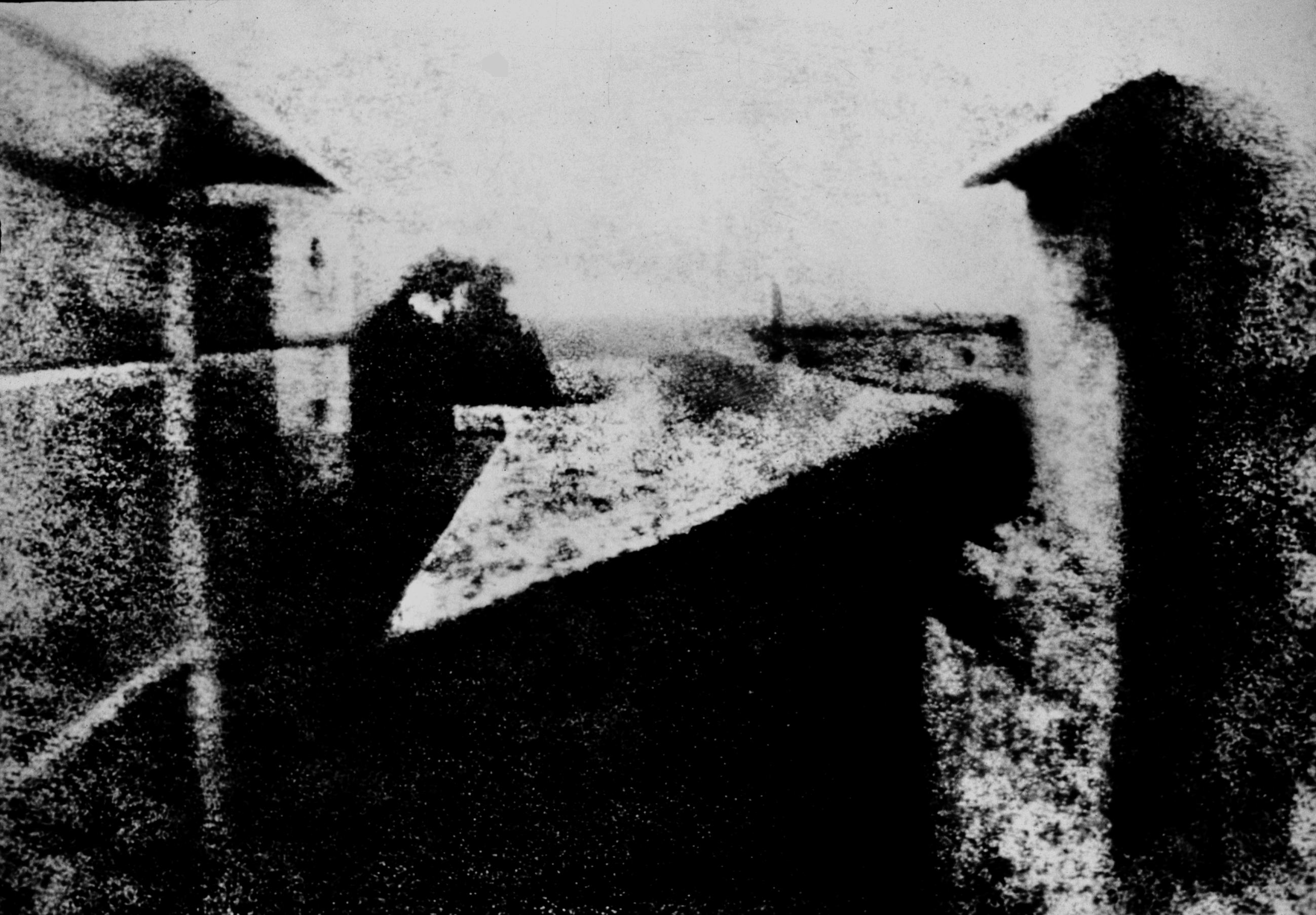
"Vista desde la ventana en Le Gras" es la fotografía más antigua que se conserva. Fue tomada por Joseph Nicéphore Niépce usando su proceso heliográfico con un tiempo de exposición superior a las ocho horas.

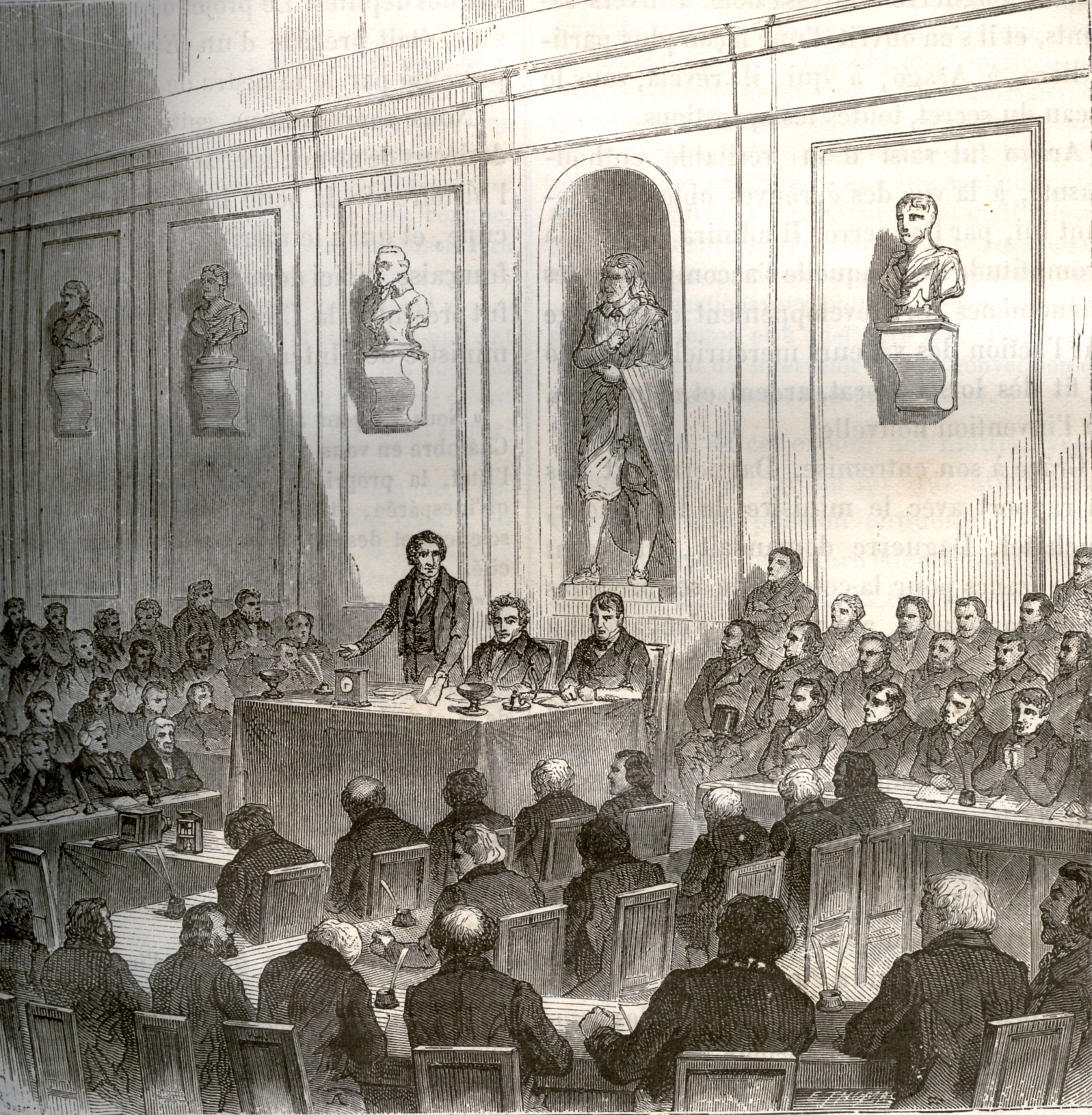
François Arago anunciando los procedimientos de heliografía, del fisautotipo y del daguerrotipo en la sesión pública de la Academia de Ciencias.

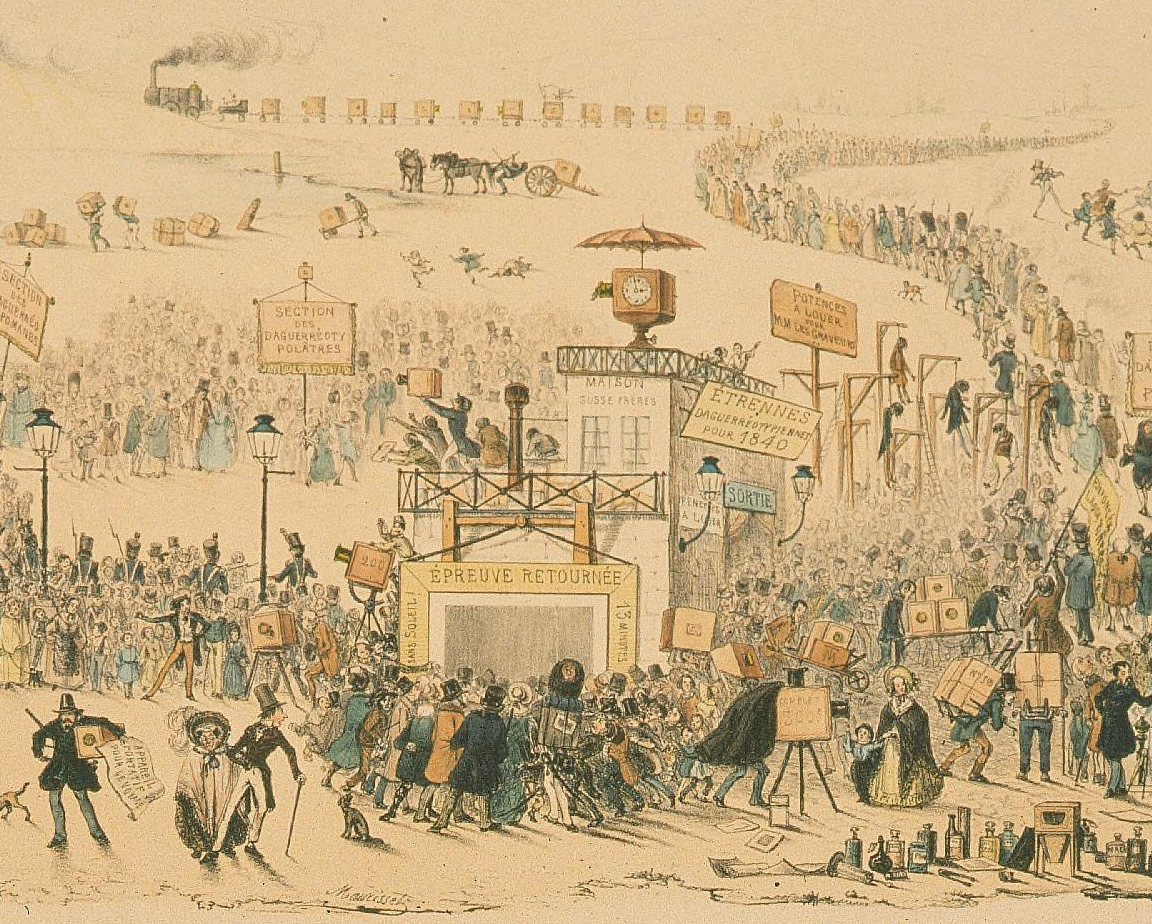
Litografía Maurisset que representa la "daguerrotipomanía" que se apoderó de París luego de que se hizo público el invento.

Dentro de la larga cadena de desarrollos que dieron como resultado el daguerrotipo, es destacable el aporte del químico y litógrafo francés Joseph Nicéphore Niépce que creó un proceso al cual llamó heliografía. El mismo obtenía imágenes positivas sobre diferentes materiales como el papel, el cristal y posteriormente distintas aleaciones de metales por medio de sustancias como el Betún de Judea. Niépce formó en 1829 una sociedad con el escenógrafo y pintor Louis Daguerre con la finalidad de lograr un proceso fotográfico mejorado.
Luego de experimentar con varios compuestos, terminan de desarrollar en 1832 la técnica llamada fisautotipo en la cual el producto fotosensible es el residuo de la destilación de la esencia de lavanda. En 1833 Niepce falleció de una apoplejía por lo que su lugar en la asociación fue tomado por su hijo Isidore, quien sin embargo no poseía los conocimientos de su padre. Daguerre mejora progresivamente la técnica fotográfica y logra en 1835 imágenes positivas con tiempos de exposición mucho más cortos que con las técnicas precedentes. Dos años más tarde logra fijarlas y finalmente desarrolla un procedimiento completo que logra imágenes en pocos minutos.

### Popularización en Francia
Daguerre muestra su procedimiento al astrónomo y político François Dominique Arago quien ocupaba un cargo como secretario perpetuo de la Academia de Ciencias de Francia, el cual quedó gratamente impactado. El 19 de agosto de 1839 Arago hace una presentación formal ante la Academia de Ciencias del procedimiento del daguerrotipo junto al de la heliografía y el fisautotipo, los cuales sin embargo quedan en segundo plano. El estado francés adquirió los derechos sobre el invento declarándolo libre de patente en Francia, a cambio de una renta anual de por vida a Daguerre y a Isidore. Algunas semanas más tarde la mejora del procedimiento vuelve viable la realización de retratos.
Las piezas obtenidas por este proceso tenían una alta fidelidad y elevado costo y generalmente se guardaban en finos estuches, lo que convertía al conjunto en un artículo suntuario. Si bien el impacto fue enorme, este invento tuvo una vigencia relativamente pequeña, ya que hacia 1852 este procedimiento comenzó a ser reemplazado por la fotografía propiamente dicha.
En París se abrieron decenas de negocios donde la gente iba a hacerse "daguerrotipar" y se inicia la llamada "daguerrotipomanía" que pronto se expandió al resto de Francia, Europa y los Estados Unidos.
Probablemente el invento habría tardado años en llegar a América del Sur si no hubiera sido por un hecho fortuito que marcó el comienzo de la fotografía en el continente: El viaje de la fragata L'Orientale. El barco que había zarpado en los últimos meses de 1839 de puerto de Nantes (Francia), era un buque escuela pagado por los padres de los más de 60 alumnos franceses y belgas que componían la tripulación, con la finalidad de que hicieran un viaje educativo alrededor del mundo. El mismo estaba bien equipado con lo último en la tecnología de su tiempo, una importante biblioteca y docentes de renombre en distintas áreas como comercio, lenguas, literatura y ciencias.
Entre los viajeros se encontró el abate francés Louis Compte quien llevaba una máquina de daguerrotipo y había sido instruido por el mismo Daguerre en su utilización. Además de sus funciones religiosas, se le había confiado la tarea de registrar fotográficamente los lugares por los que pasara la embarcación.

### Viaje de L'Oriental

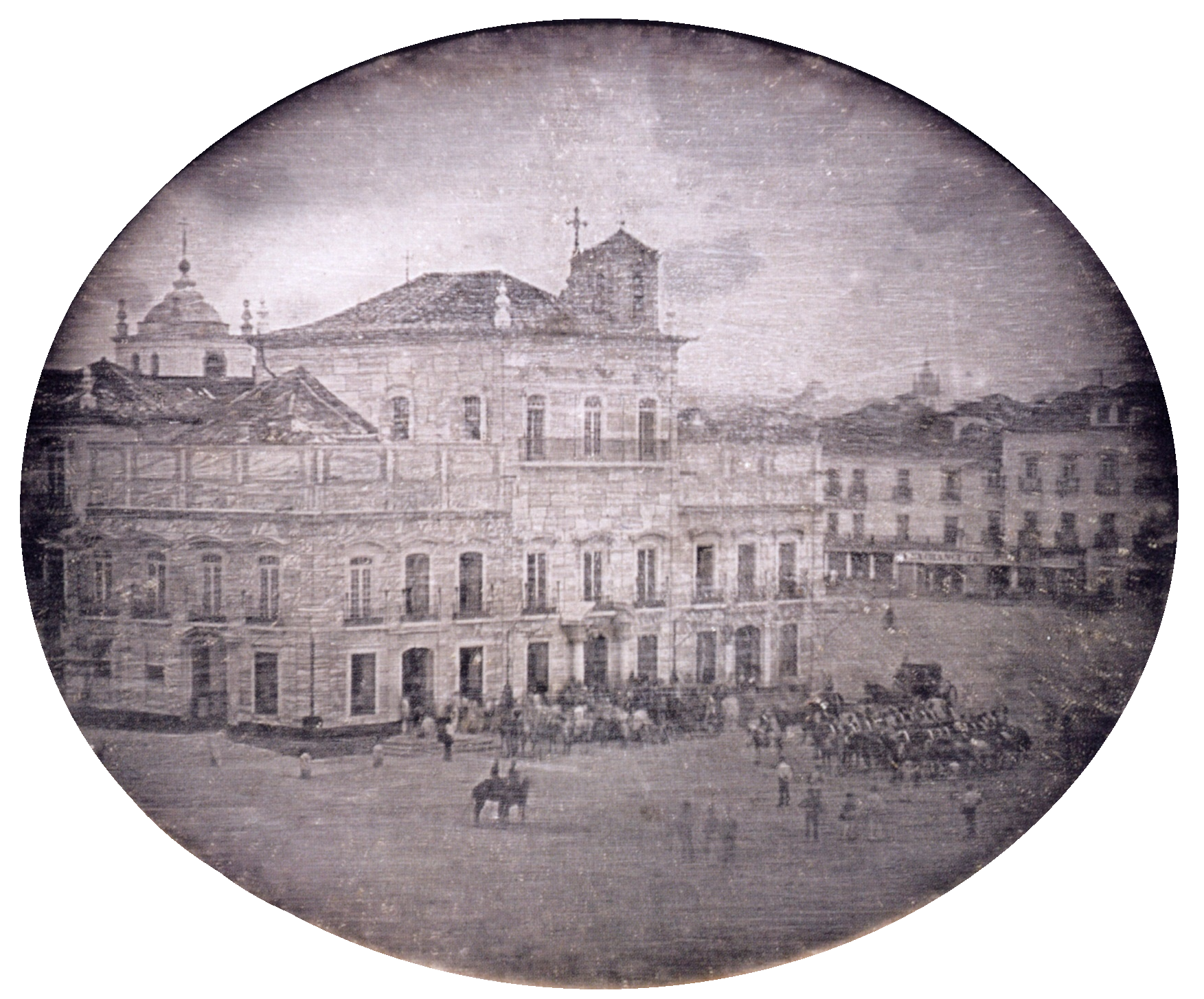
Daguerrotipo del Palacio Imperial, uno de los primeros tomados en el hemisferio sur. La autoría del mismo se atribuye a Louis Compte durante su estadía con L'Oriental (1840) o al fotógrafo estadounidense Augustus Morand (1842).

La embarcación tocó costas americanas en Bahía (Brasil), donde según el artículo de Teodoro Vilardebó aparecido en el periódico El Nacional el 6 de marzo de 1840 se habrían tomado las primeras imágenes.
A principios de enero L'Oriental llegó a costas de Río de Janeiro, en ese entonces la capital del Imperio del Brasil donde Compte tomó varios daguerrotipos. El abate se ubicó en el Hotel Pharaoux, en los aledaños del Largo do Paço (Plaza 15 de Noviembre en la actualidad) y desde allí, frente a un numeroso público sacó daguerrotipos del Palacio Imperial, el monasterio benedictino, la fuente y el mercado cercano.
La prensa brasileña relató el hecho de la siguiente forma:

Finalmente pasó el daguerrotipo para este lado de los mares, y la fotografía, que hasta ahora solo era conocida en Río de Janeiro por teoría, lo es actualmente también por los hechos, que exceden a cuanto se ha leído por los diarios.

Esta mañana tuvo lugar en la fonda Pharaoux un ensayo fotográfico, tanto más interesante, cuando es la primera vez que la nueva maravilla se presenta a los ojos de los brasileros.

El abate Combes (sic) fue quien hizo la experiencia: es uno de los viajeros que se halla a bordo de la corbeta francesa L'Orientale, y que ha traído consigo el ingenioso instrumento de Daguerre por causa de la facilidad que por medio de él se obtiene la representación de los objetos de que se desea conservar la imagen.

Ha sido preciso verlo con nuestros propios ojos para poder hacerse una idea de la rapidez y del resultado de la operación. En menos de nueve minutos, el llamado Chafarix do largo do Paço (fuerte de la Plaza del Palacio), el mercado de los peces, el monasterio de San Benito y todos los otros objetos circunstantes se hallaron reproducidos con tal fidelidad, precisión y minucionsidad que se veía bien que la cosa había sido hecha por la mano de la Naturaleza, y casi sin intervención del artista.

Es inútil encarecer la importancia del descubrimiento.
Jornal do Commercio. 7 de enero de 1840

## La fotografía en Uruguay

### Primer daguerrotipo en Uruguay
El barco prosiguió viaje hacia el sur y tocó tierra montevideana en la noche del 23 de febrero de 1840. Allí, las noticias de la presentación oficial del invento frente al emperador habían sido difundidas por la prensa y se esperaba su arribo con mucha expectativa. Dos días después del desembarco le fue solicitada al abate Compte una demostración privada ante autoridades diplomáticas e importantes figuras de la comunidad inmigrante francesa que en ese momento representaba un cuarto de la población. La misma se realizó en la casa de Josefa Areta de Cavaillon, donde también estuvieron presentes la patricia argentina María Sánchez de Mendeville y el abogado argentino Florencio Varela, ambos exiliados en Montevideo a causa de su oposición al gobierno de Juan Manuel de Rosas.
María Sánchez casada en segundas nupcias con el diplomático francés Washington de Mendeville escribiría a su hijo Juan Thompson residente en Buenos Aires en una carta fechada 25 de febrero de 1840:

[...]

Ayer hemos visto una maravilla, la ejecución del daguerrotipo es una cosa admirable, imagínate una cámara oscura, en la que se coloca la plancha ya preparada c on los ingredientes que ya sabes, la plancha es como de plata muy brillante, colocada se pone la dirección que quieres y a los seis minutos la sacan de allí encerrada de un modo que no se puede ver, en un cuarto oscuro la sacan y la ponen en otra preparación con el termómetro para los grados de calor que son necesarios y después de todas las precauciones te ves la plancha como si la hubieras dibujado con un lápiz negro, la vista que has tomado con tal perfección y exactitud que sería imposible obtener de otros modos.

Los más pequeños objetos los ves con una prolijidad tal que la juntura de los ladrillos y los descascarados del revoque los ves con un vidrio de aumento.

En una vista del Janeiro de una placa reducida al tamaño de este papel, juzga la disminución en la escala, en ella ves unos puntitos con una lente de aumento notas que eran unas camisas y unas medias tendidas en la soga del corral de una casa que está sin duda bien lejos de pensar que irían a la historia.

Que objeto de meditación Juan mío! Que ignorantes somos los hombres y al mismo tiempo qué esfuerzos hacen algunos tan honrososo para la especie humana!

Varela y yo no nos movimos del lado de la máquina, él hará una relación, si hay tiempo te la mandaré. Estábamos encantados.

Esta máquina la ha traído un buque en el que viajan muchos jóvenes que dan la vuelta al mundo, es una expedición romántica de muchachos atronados, llevan profesores y hacen estudio. A bordo han tenido mil peleas ya y se van quedando algunos de resultas por los países que van pasando. Cosa curiosa la tal expedición...

[...]
M. S. de Mendeville.

Por su parte, Florencio Varela, en una carta con el mismo destinatario de quien era amigo afirmó:

[...]

Me acordé mucho ayer de Ud. y de Juana María, pasé el día examinando y viendo el daguerrotipo, asombrosa invención de Mr. Daguerre destinada a fijar las imágenes de la cámara oscura y que copia la naturaleza con una perfección inconcebible, sin más agente que la luz.
Su madre de Ud. era de la partida. Pronto enviaré la historia del descubrimiento y la relación de la sesión de ayer

[...]
Florencio Varela.

### Demostración pública

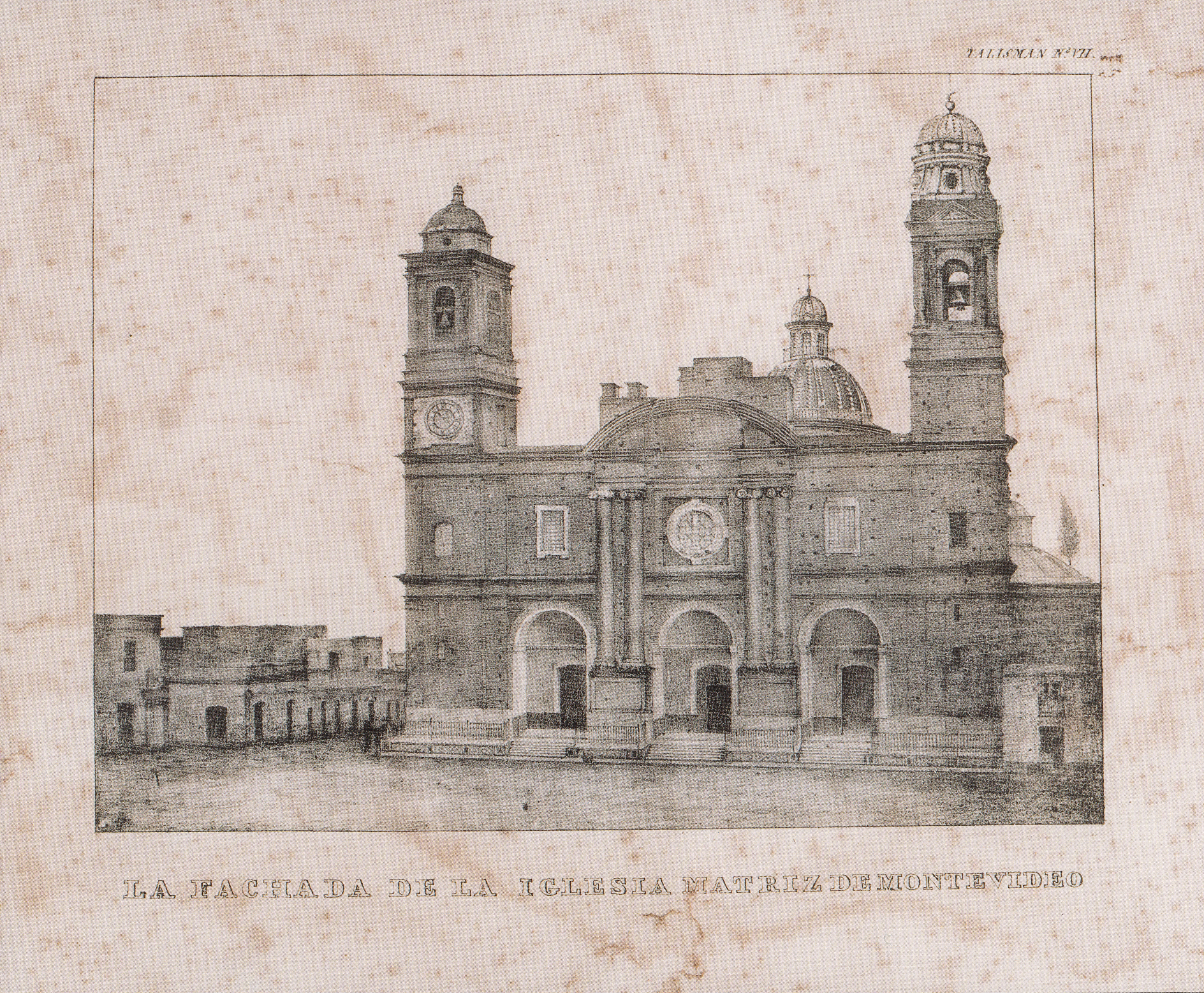
La reproducción litográfica de la toma de la plaza Matriz por el abate Compte, planificada para entregarse a los suscriptores de "El Talismán" fueron vendidas sueltas ya que se habían obtenido solamente 40 copias.

En la mañana del 29 de febrero se llevó a cabo una demostración pública del funcionamiento del dispositivo en la Plaza de la Constitución. Desde temprano se había empezado a congregar la gente que esperaba el evento con gran entusiasmo. En los primeras filas se ubicó el presidente del senado Luis Eduardo Pérez y el de la cámara diputados Manuel Basilio Bustamante, junto a otros representantes nacionales, el presidente del Tribunal de Justicia, el ministro Santiago Vázquez y otras personalidades públicas. Entre los extranjeros se encontraban Florencio Varela, el general argentino exiliado en Uruguay Tomás de Iriarte y el cónsul francés Arsène Isabelle. Louis Compte fue recibido con algarabía y se ubicó en uno de los balcones del Cabildo, edificio donde funcionaban las Cámaras Legislativas y varios organismos estatales. Desde allí tomó impresiones fotográficas de la Iglesia y la Plaza Matriz.
Luego de realizar las tomas, el abate se retiró a un salón adyacente a la sala capitular junto a Florencio Varela y Teodoro Vilardebó, donde les mostró el procedimiento de revelado y fijación de la placa.
Tomás de Iriarte dio testimonio en sus memorias de lo que había presenciado ese día:

He presenciado ayer una operación de daguerrotipo, en el Salón de Representantes de Montevideo. Después de varios procedimientos químicos de alguna duración y cuya práctica complicada requiere un formal estudio y una prolijidad extrema, estando la plancha preparada y colocada en la cámara oscura, recibió por refracción el objeto que se pretendía diseñar y quedó estampado con una exactitud y precisión admirables, el frente de la Iglesia Matriz de Montevideo. En cuatro minutos se imprimieron en la plancha los objetos más menudos de la fachada y el color blanco de las paredes del peristilo era el que mas resaltaba como que es menos absorbente a los rayos del sol. El piso de la plaza, las pequeñas huellas que dejan las gentes que pasan y la de los carruajes estaban de manifiesto. La fragata de guerra francesa a dos leguas de distancia, quedó finamente diseñada.

La operación no puede practicarse sino con los objetos inmóviles, los móviles no se imprimen con claridad en la plancha metálica por las alteraciones inflexibles de la luz.

Esta célebre invención se debe al señor Daguerre de quien toma su nombre. Es también inventor del Diorama.

Hubo al menos otra ocasión donde se hizo una toma fotográfica con este aparato y fue en la tarde de ese 29 de febrero en la casa de Santiago Vázquez. Este último operó la máquina con la asistencia de Compte, desde donde captaron la fachada del Cabildo. Por tal motivo Vázquez puede considerarse el primer uruguayo en tomar una fotografía.
De todas estas tomas fotográficas obtenidas a las que se sumó también una panorama de la bahía de Montevideo, únicamente ha sobrevivido hasta nuestros días una reproducción litográfica de la fotografía de la Iglesia Matriz vendidas en la época por los responsables del periódico "El Talismán", el cual era dirigido por José María Gutiérrez y José Rivera Indarte. Esta reproducción litográfica contiene algunas diferencias respecto a los testimonios de varias personas que conocieron el original, por lo que probablemente el litógrafo se haya tomado algunas libertades creativas a la hora de su creación.
De los relatos de Teodoro Vilardebó y María Sánchez se puede estimar que los daguerrotipos obtenidos por Compte en los distintos puntos donde estuvo continuaron viaje junto con la embarcación. No obstante, también es posible que los tomados en Montevideo hayan quedado en esa ciudad en poder del abate cuando este decidió radicarse allí.

### Primeros fotógrafos
| Nombre                     | Período de estadía en Montevideo | País de origen |
| Louis Compte               | 1840 - 1847                      | Francia        |
| Adolphe D'Hastrel          | 1839 - 1841                      | Francia        |
| Eugène Tandonnet           | 1841 - 1845                      | Francia        |
| Florencio Varela           | 1829 - 1848                      | Argentina      |
| Teodoro Vilardebó          | 1833 - 1856                      | Uruguay        |
| John Amstrong Bennet       | 1842 - 1846                      | EE. UU.        |
| Thomas Columbus Helsby     | 1843 - 1847 (aprox.)             | Inglaterra     |
| William Helsby             | 1847 - 1848                      | Inglaterra     |
| Charles DeForest Fredricks | 1851 - 1853                      | EE. UU.        |
| George Penabert            | 1851 - 1853                      | sin datos      |
| Saturnino Masoni           | 1851 - 1860 (aprox.)             | Argentina      |
| Amadeo Gras                | 1833 - 1853                      | Francia        |
| Aristide Stephani          | 1846                             | Italia         |
| Alfonso Fermepin           | 1850 (aprox.)                    | Francia        |
| Anselmo Fleurquin          | 1855 - 1890 (aprox.)             | Francia        |
| Emilio Lahore              | 1850 - 1870                      | Francia        |
| Henrique (o Henry) North   | 1847                             | sin datos      |
| Guyot                      | 1850                             | sin datos      |
| Napoleón Aubanel           | 1850 - 1861 (aprox.)             | Francia        |
| Luis Terragno              | 1851                             | Italia         |
| Fernando Le Bleu           | 1851                             | sin datos      |
| F. Bernard                 | 1851                             | sin datos      |

Vilardebó escribió en el periódico "El Nacional" un texto dedicado al invento titulado "Descripción del daguerrotipo" mientras Varela aportó su crónica de los sucesos de los días anteriores titulada "El daguerrotipo en Montevideo" a las páginas de "El Correo".
Aduciendo razones de salud, el abate permaneció en Montevideo cuando el buque escuela partió pocos días más tarde de Uruguay con rumbo a Valparaíso (Chile). Una escala natural de la corbeta hubiera sido el puerto de Buenos Aires, pero esta se encontraba bajo el bloqueo marítimo que la flota francesa había impuesto contra el gobierno de Rosas. Es por este motivo que el país rioplatense no conocería la invención hasta 1843. La corbeta naufragaría luego de abandonar Valparaíso en junio de 1840, aunque sin víctimas mortales. Sus estudiantes regresaron a Europa en tanto que su capitán Auguste Lucas continuó viaje en la embarcación Justine y se estima que fue quien introdujo el daguerrotipo en Australia en 1841.
Por su parte, como medio de sustento en su nueva vida montevideana, Compte publicó una nota en octubre de 1840 ofreciendo la venta instrumentos de daguerrotipo, así como la instrucción necesaria para su utilización. Tiempo más tarde anuncia que ofrecía sus servicios como docente de francés, geografía, geología, dibujo y pintura.
Si bien las primeras demostraciones públicas del invento tuvieron una gran repercusión en la sociedad capitalina, esta disciplina fotográfica terminó utilizándose por un reducido número de habitantes, estimándose en una veintena de personas las que hicieron uso de este invento en Montevideo y el resto del país. Los altos costos del aparato sumado a la difícil situación económica que atravesaba el país, sumido en una guerra civil, provocaron que solo una parte de las familias de mejor posición económica pudiera adquirir uno. Hacerse daguerrotipar tenía asimismo un costo muy elevado.
Aunque hubo estudios y emprendimientos de este oficio que se instalaron permanentemente en Montevideo, en esta primera etapa generalmente los daguerrotipos eran tomados por fotógrafos itinerantes que permanecían en forma temporal en Uruguay para luego seguir rumbo a otros destinos como Buenos Aires, Corrientes, Río de Janeiro, Bogotá, Santiago de Chile y Valparaíso. Dentro de los pocos fotógrafos que estuvieron en Uruguay en esa década, la mayoría ofreció sus servicios en la Montevideo sitiada. Entre ellos se encontraron John Bennet, Aristide Stephani, los hermanos Thomas Columbus y William Helsby y Charles DeForest Fredricks el cual fundó la "Gran Galería Oriental de Retratos". No obstante, unos pocos fotógrafos también recorrieron el campo sitiador y la campaña uruguaya. Algunos de ellos fueron Eugène Tandonnet el cual en 1843 montó un estudio fotográfico en Piedras Blancas, Walter Bradley y Amadeo Gras, quienes habrían trabajado en el litoral uruguayo y argentino y Fredricks, Masoni y Penabert los cuales formaron una sociedad de fotógrafos itinerantes que recorrió la campaña del Río de la Plata y Río Grande do Sul.

## Usos sociales de la fotografía

### FOTOGRAFÍA Y REPRESENTACIÓN INDIVIDUAL, FAMILIAR, COLECTIVA.
RETRATO FOTOGRÁFICO. Siglo XIX.
A partir de 1845 comenzó a ofrecerse con mayor frecuencia en Montevideo retratos al daguerrotipo. El servicio era ofrecido en estudios improvisados o llevados a domicilio, principalmente por fotógrafos itinerantes extranjeros, norteamericanos o europeos, que se desplazaban por la región. Lentamente se fue conformando un pequeño mercado alrededor de la burguesía emergente: terratenientes, comerciantes y letrados, familiarizados con el retrato pictórico.
La práctica entonces estaba muy condicionada por las limitaciones técnicas en que se ejecutaba: requería de luz natural, largos tiempos de exposición y no reproducía colores (se coloreaba posteriormente), además del montaje previo de la escena. Esto implicaba, por un lado el requerimiento de personal especializado para tomar la imagen y por otro que la experiencia para el retratado era poco placentera.
Hacia 1860 se produjo un cambio en el formato y el precio de los retratos ensanchando su consumo a través de las tarjetas de visita (carte de visite) que se acumulaban en álbumes, convirtiéndose en objetos de colección y ya no suntuarios. Los álbumes para retratos excedían el plano familiar o de amistad, se integraba también imágenes de personajes públicos. Esta práctica evidenciaba el momento de expansión de la clientela de retratos.
Con los avances técnicos en la década de 1880 se logró salir del estudio y  realizar fotografías al aire libre, grupales y con mayor relajación corporal. También las transformaciones culturales alteraron las fotografías, por ejemplo en la percepción y representación de la niñez.
A mediados de siglo XIX el retrato fotográfico comenzó a expandirse por el conjunto de la sociedad, y a fines de siglo ya cumplía distintas funciones y circulaba por diferentes espacios.
VIDA COTIDIANA. Siglo XX.
En las primeras décadas del siglo XX, el retrato fotográfico ya no era un objeto de lujo sino que la práctica se había extendido en las distintas capas sociales.
El crecimiento del público consumidor, y el abaratamiento de los materiales, hizo que se multiplicaran los estudios fotográficos en la década de 1930, que ofrecían un retrato a la moda y con ciertas cualidades artísticas. Para grandes grupos de la población como los inmigrantes, y los migrantes internos, el retrato continuó siendo un medio de comunicación a distancia con la familia, así como una herramienta mediante la cual evidenciar el bienestar y prosperidad alcanzados. Por otro lado, se disparó la demanda de retratos femeninos a partir de la práctica de intercambio de estas imágenes con pretendientes.
La expansión de la demanda contribuyó a la difusión de los fotógrafos a domicilio, los que no necesariamente contaban con un estudio o taller de revelado propio. Esta práctica posibilitó que se retrataran espacios y momentos de la vida familiar y social de aquellos sectores de la población que aún no contaban con cámara propia. Por otro lado, motivó la creación de la Asociación de Fotógrafos Profesionales del Uruguay (AFPU) en 1954, una asociación de propietarios de estudios que defendía el “oficio tradicional” del retratista.
A mediados de siglo, la propagación de las cámaras automáticas modificó el estatus del fotógrafo de dos maneras: por un lado facilitó la aparición de fotógrafos “informales”, y por otro, las nuevas cámaras ofrecían mayores oportunidades de autorrepresentación, sin necesidad de recurrir al fotógrafo intermediario. Las cámaras se convirtieron en un artefacto de consumo doméstico más, promocionados para las clases medias como elementos de confort y modernidad. De esta manera, comenzaron a retratarse motivos y espacios más íntimos, relacionados con la vida familiar. La fotografía se transformó así en un instrumento de memoria, para la construcción del relato y el legado familiar, desplegados en los álbumes familiares. Más adelante se agregó a ello los audiovisuales domésticos.
En la década de 1980 se definió el declive de los estudios de retrato por la orientación del gusto general hacia los espacios abiertos y por el crecimiento de la fotografía doméstica. Los fotógrafos profesionales quedaron relegados a acontecimientos sociales específicos y más ritualizados de la trayectoria personal.[2]
En el ámbito de la fotografía de moda, los orígenes en Uruguay se remontan a 1919 con la revista "Mundo Uruguayo", pionera en la inclusión de fotografías de alta sociedad. Posteriormente, diarios como "El Pueblo" y "El Día" continuaron con esta especialización en las décadas de 1940 y 1960. Con el auge de las revistas de moda, como "Paula" y "Galería" a partir de 1992, el rubro se profesionalizó y expandió. 

### AFICIONADOS, ARTISTAS Y AUTORES
Desde los comienzos la práctica fotográfica fue ejercida por aficionados adinerados. En Francia e Inglaterra su número era mayor y fue donde aparecieron las primeras asociaciones.
El dominio amateur creció y se afincó hacia fines de siglo XIX, con los avances tecnológicos y el abaratamiento de los materiales. Una de las novedades fue la introducción de la máquina de carrete, la primera fue la Kodak en 1888, “adaptada” para niños y mujeres.
En Uruguay surgió la Sociedad Fotográfica de Aficionados en 1884 y el Foto Club de Montevideo en 1901. En la primera comisión directiva del Foto Club se destacó la presencia del reconocido doctor Augusto Turenne, quien fue el principal activador del campo de la fotografía amateur durante la primera mitad de siglo XX. Esta institución se proponía expandir la enseñanza de la fotografía y esparcir su conocimiento entre el público en general. A través de revistas especializadas se mantenía contacto con asociaciones de aficionados en el extranjero y se tenía noticia sobre novedades y tendencias.
Inicialmente los fotógrafos amateurs procuraron acercarse a los parámetros estéticos de la pintura para lograr una fotografía más cercana al arte y la expresión personal y también como estrategia de legitimación y aceptación en los espacios artísticos. Los temas también se asociaban a los de la pintura, marcando predilección por los paisajes, por lo que la institución organizaba excursiones fuera de Montevideo.
La primera exposición del Foto Club de Montevideo se realizó en 1901 en su sede social, promovida como una oportunidad para el intercambio y la difusión, por otro lado constituía un motivo de reunión para las clases altas. Este espacio cerró en 1917 debido a dificultades económicas.[3]
Hasta mediados de siglo XX la fotografía artística en Uruguay se mantuvo en tensión entre la fotografía academicista, defensora del estilo pictorialista, y algunas producciones modernas de fotógrafos independientes vinculados a las nuevas corrientes. En la primera mitad de siglo, hacia los años treinta, la fotografía comenzó a ser valorada en instituciones vinculadas al arte. En 1943 surgió la Escuela Nacional de Bellas Artes (que en 1957 fue incorporada a la Universidad) y unos años más tarde, en 1967, la fotografía fue admitida en el Salón Municipal de Artes Plásticas.[4]
En el contexto de expansión del socioclubismo comenzó a funcionar el Foto Club Uruguayo, que se instituyó formalmente en 1940. Esta institución representó un espacio de encuentro, enseñanza y divulgación de la fotografía en Uruguay y mantuvo una estrecha relación con asociaciones extranjeras y con el Estado. Exponía, generalmente en modalidad colectiva, en galerías, salas de arte y otras instituciones. Hasta la década del sesenta sus miembros fueron mayormente adultos varones profesionales. En general se mantenían al margen de las tendencias de vanguardia. Luego de la Segunda Guerra Mundial estas corrientes impactaron en la región, promoviendo la exploración. En Uruguay se destacaron en este sentido Alfredo Testoni (1919-2003) y Rómulo Aguerre (1919-2002), vinculados al arte moderno, se autodenominaban “artistas-fotógrafos”.
En los años sesenta se empezó a hacer espacio en Montevideo para la exposición de fotografías internacionales fuera de los circuitos de aficionados. Uno de esos espacios fue el Subte de Montevideo. Respondía a un movimiento que buscaba llevar el arte a las calles, y hacerlo más extensivo. También surgieron ferias de arte como espacios alternativos de circulación. Durante esa década se produjo un cambio generacional en el Foto Club que desplazó el interés hacia una fotografía más involucrada en la realidad social. En el recambio, el relacionamiento intergeneracional fue variado: algunos de los referentes mayores fueron más receptivos, mientras otros ofrecieron mayor resistencia.
Durante la dictadura el Foto Club continuó funcionando. El gobierno de facto acudió al Foto Club para organizar concursos que le permitieron obtener fotografías mediante las cuales construir una imagen positiva del país. Algunos fotoclubistas aprovecharon estas instancias para poner en circulación fotografías que, sutilmente, denunciaron la situación política.  
El panorama fotográfico se expandió con la apertura democrática y se multiplicaron las exhibiciones. Además se produjo una renovación con la integración de exiliados que retornaban con aportes novedosos. Además, desde los años sesenta, las mujeres se habían incorporado a las actividades del Foto Club, obteniendo distinciones por sus trabajos.
Se consolidó la “fotografía de autor”, asociada a fotógrafos independientes. Hacia los años ochenta apareció una fotografía que reflejaba con mayor profundidad el espacio interior e íntimo de los autores, es decir que el interés pasó del colectivo al plano individual. La recuperación de la libertad propulsó la necesidad de expresarse y la transgresión.
Otra novedad de la década de los ochenta fue el reconocimiento de la necesidad de examinar la trayectoria recorrida en el campo de la fotografía local hasta el momento y observar la situación, lo que dio lugar a exhibiciones panorámicas. [5] 

### LA FOTOGRAFÍA Y EL ESTADO
FOTOGRAFÍA MILITAR
La posición social y política preponderante que ocupaba la institución militar a fines de siglo XIX y principios de siglo XX se puede percibir a través de la fotografía que registraba sus actividades y principales exponentes. Primeros ejemplos de esto son las fotografías tomadas durante la guerra de la Triple Alianza, que enfrentó a los gobiernos de Brasil, Argentina y Uruguay contra el de Paraguay (1865-1870), que constituyeron el primer reportaje de guerra de América del Sur. A cargo de una compañía extranjera radicada en Montevideo, Bate & Cía. El uso político que se le dio a estas imágenes fue fundamentalmente el de glorificar la institución castrense. Las condiciones en que se tomaban estas fotografías eran muy dificultosas, no solamente debido al peligro de un potencial enfrentamiento, sino también a causa de los equipos, ya que se trataba de un trabajo artesanal que requería de ayudantes. Las fotografías, muy demandadas por semanarios y otros tipos de publicaciones, eran vendidas luego en las librerías de Montevideo y en Europa. Si bien en las publicaciones se mencionaba a los fotógrafos, no se especificaba la autoría de cada fotografía.  Más adelante, se fotografió en Uruguay los acontecimientos relativos a los levantamientos armados de 1897 y 1904, en estas ocasiones varios fotógrafos siguieron a las tropas para fotografiar sus desplazamientos y los campamentos.  Sus imágenes circularon por revistas ilustradas de la época y fueron esenciales para la construcción de lo relatos acerca de estos enfrentamientos. Desde un enfoque “pacifista”, las fotografías de Ángel Adami que retratan cadáveres y heridos de guerra, pretendían sensibilizar al público uruguayo sobre las desgracias de los enfrentamientos entre orientales, inscribiéndose en una postura que buscaba poner fin a estas contiendas.[6]
CRIMINALIDAD
Por su exactitud y capacidad descriptiva la fotografía también se aplicó al campo de la seguridad: para desempeñar tareas de vigilancia, como registro de antecedentes y como mecanismo de persuasión contra el delito. Las temáticas están muy asociadas a la sensibilidad de la época, por eso se encuentran ejemplares de ejecuciones o de los criminales más “célebres”.
Vinculado a las ideologías y teorías científicas imperantes, las fotografías se utilizaban para hacer conjeturas acerca de la relación entre criminalidad y aspecto físico. De aquí se desprenden los primeros archivos fotográficos policiales. En Uruguay la policía incorporó la fotografía como mecanismo de identificación a finales del siglo XIX, instituyendo su propio taller fotográfico. En los orígenes se fotografiaban solamente delincuentes y prostitutas, más adelante fueron creciendo las pretensiones de individualizar a toda la población.
El vínculo entre aspecto físico, psiquis y estigmatización se puede observar también en esta época en las fotografías de enfermos mentales.
En las primeras décadas del siglo XX se afianzó la voluntad estatal de identificar a toda la población que se mostró en principio reticente por asociar la fotografía estatal a la vigilancia y la represión. Esto comenzó a cambiar, más adelante, con las credenciales cívicas que empezaron a relacionar el retrato de identificación con el ejercicio de los derechos y deberes cívicos. [7]
IMAGINARIO NACIONAL Y TURISMO
“Vistas” de Montevideo y del interior empezaron a circular por Montevideo a mediados del siglo XIX producidas por fotógrafos y estudios locales. Eran fundamentalmente tomas de edificios emblemáticos de la capital, de la Ciudad Vieja más concretamente, e incluían pequeñas leyendas. No eran originales sino que presentaban muchas similitudes con vistas de otras capitales de América.
Se pretendía mostrar el proceso de “civilización”: una ciudad que avanzaba territorialmente, también en su infraestructura y arquitectura. Más adelante se agregaron lugares de esparcimiento.
De esta manera empezaron a circular los fotógrafos por la órbita del Estado; eran contratados por diferentes entidades públicas y cubrían eventos oficiales. Más adelante se crearon los primeros laboratorios fotográficos de índole estatal: la Oficina de Exposición, a cargo del Ministerio de Industrias, en 1912 y en Montevideo en 1915 se instituyó un laboratorio dentro de la Oficina Municipal de Propaganda e informaciones. Esta última se encargaría de registrar zonas de interés turístico, también de reproducir otras imágenes con fines archivísticos y comerciales. Se destacaron en este trabajo los fotógrafos Isidoro Damonte y Carlos Ángel Carmona.
Con los avances de la imprenta, a comienzos de siglo XX, proliferaron nuevos tipos de publicaciones como ser los folletos y libros de propagandísticos, editados por el Estado y por privados también. Promovían la imagen de un “país modelo”, fomentaban el sentimiento de pertenencia y de orgullo nacional a su interior pero que además generaban, al exterior, un atractivo para la inmigración y la inversión. El Uruguay aparecía de esta manera como una república joven, de fuerte herencia europea.
Por otro lado, estas fotografías pretendían engrandecer el Estado, evidenciando su solidez e iniciativa.
Los grandes ausentes de estas imágenes fueron los sectores populares y las herencias indígena y africana. [8]
Ya entrado el siglo XX se destacan las fotografías de las conmemoraciones del Centenario, imágenes celebratorias del Estado y de la sociedad uruguaya. Lo mismo sucede con la construcción de la imagen de Artigas hacia mediados de siglo, cuando el imaginario del “país modelo” comenzó a diluirse. Durante las décadas siguientes la propaganda turística continuó promoviendo ese imaginario a pesar del estancamiento económico y la conflictividad del período.[9]
DURANTE EL PERÍODO DICTATORIAL
Durante la última dictadura civil militar las autoridades llevaron a cabo iniciativas para construir una imagen positiva del país, como forma de legitimar el régimen y como contrapeso a las denuncias de violaciones a los DDHH que en el exterior realizaban los exiliados. Por otro lado era importante para reactivar la economía promover el turismo y las inversiones, por lo que se encargó la realización de folletería, audiovisuales y otras publicaciones que circulaban por Uruguay, la región y el mundo. De la producción de estas imágenes no sólo participaban entes estatales sino también empresas privadas. Además de las turísticas, se produjeron otras imágenes que procuraban reflejar los aspectos de un “Nuevo Uruguay” que se estaba construyendo : “paz”, “progreso” y “esperanza”. Se aspiraba a extender las ideas del nacionalismo conservador uruguayo.[10]

### FOTOGRAFÍA EN LA PRENSA
La incorporación de la fotografía en la prensa dependió de la evolución del medio gráfico. La litografía era la técnica más utilizada hasta mediados de siglo XIX, momento en que comenzaba a cambiar el contenido y apariencia de las publicaciones. En las últimas décadas de ese siglo se produjeron avances en los procesos de reproducción de fotografías y en Uruguay, hacia 1880, se perfeccionaron las técnicas de grabado e impresión.
Con el cambio de siglo la imagen fotográfica fue adquiriendo cada vez mayor importancia en las publicaciones periódicas, cambiando la forma en que se presentaba y la forma en que se vinculaba con el texto. Paulatinamente fueron abandonando su carácter auxiliar y se comenzó a explorar sus posibilidades explicativas e ilustrativas. Aparecieron en esta época las revistas ilustradas, destacándose La Alborada (1896) como testimonio de los cambios formales y de contenido que experimentaron las publicaciones.
Por otro lado  persistían aún restricciones que condicionaban el diseño gráfico de las publicaciones, desde limitaciones del proceso de impresión hasta factores climáticos.
A partir del siglo XX se produjeron cambios en el género periodístico, incorporando el “reportaje”, una redacción más activa y directa de los hechos. De esta manera la fotografía pasó a reforzar el mensaje aportando al relato en tiempo real. Por otro lado, es necesario tener en cuenta los inconvenientes que, muchas veces, experimentaban los fotógrafos en el desempeño de su tarea: armar el trípode, la cámara y depender de asistentes para la ejecución de la toma. Esto condicionaba el tipo de imágenes producidas, que hasta avanzado el siglo XX difícilmente podrían mostrar “acción” en las noticias.  
En las primeras décadas de siglo, y con un alto porcentaje de la población alfabetizada, se precipitó la prensa de gran tiraje, de venta callejera a bajo costo. Comenzaron a aparecer nuevos temas: cultura, deporte, ocio, que fueron ganando espacio en las páginas de los periódicos. Lentamente los diarios comenzaron a incorporar sus propios fotógrafos a partir de la generalización de las imágenes en la prensa.
A mediados de siglo XX el estancamiento económico puso en cuestión la máxima del “como el Uruguay no hay” y la prensa se hizo eco de los grandes debates acerca del “problema nacional”. Durante los años sesenta, cada diario se hacía partícipe adoptando una postura con respecto a estas problemáticas de acuerdo a la ideología o partido político al que eran afines, funcionando como importantes formadores de opinión pública. Representativo de este período, de creciente agitación política y social, es el ciclo vital del diario El Popular editado entre 1957-1973. Asociado al Partido Comunista, este periódico tuvo la particularidad de comenzar a retratar sectores sociales que hasta el momento habían estado fuera del foco. El Popular registró con sus imágenes el crecimiento de los movimientos sindical y estudiantil, y las izquierdas partidarias.
Entre 1967- 1973 algunos periódicos experimentaron censuras esporádicas, y muchos desaparecieron luego del golpe  de Estado ese último año. Durante la dictadura civil-militar las fotografías tomadas por Aurelio González —fotógrafo del diario El Popular— durante la huelga general de junio-julio de 1973 contra el golpe de Estado, circularon por el mundo denunciando el régimen, lo que activó estrategias de comunicación en las autoridades de facto. Con la apertura democrática en los años ochenta, la prensa comenzó a ensancharse y los fotógrafos comenzaron a adquirir una autonomía inédita, con respecto a qué fotografiar y al proceso mismo de producción de las imágenes. Aparecieron colectivos de fotógrafos, agencias de producción y venta de imágenes que proveían para Uruguay y al exterior. La fotografía más representativa de este período es la tomada por José Plá del semanario Aquí en 1983, convertida en ícono esta imagen capturó la marcha por la libertad y el Acto en el Obelisco. [11] 

### FOTOGRAFÍA EN EL ÁMBITO CIENTÍFICO
Vinculado a las posibilidades que ofrece la fotografía para registrar o observar fenómenos visibles, a fines del siglo XIX se fue afianzando su uso en el campo científico. Estrechamente relacionado con la mentalidad positivista, concretamente con la confianza en el progreso técnico y en las posibilidades de representación fidedigna de la realidad. Ya con la llegada del daguerrotipo a Uruguay, en 1840, se había despertado el interés de la comunidad intelectual y científica por las oportunidades que representaba.
Sobre el cambio de siglo surgieron las primeras fototecas, laboratorios y círculos de aficionados a la fotografía científica, vinculados al ámbito universitario. Esto se evidenciaba especialmente en la comunidad médica, dado lo valiosa que podía ser la fotografía para la enseñanza y la práctica clínica. Por otro lado, estas imágenes podían ser utilizadas para legitimar ciertas teorías o ideologías que se desprendían de ciertos valores sociales o morales de la época, a los que el discurso médico no era ajeno. Esto se reflejó intensamente en la psiquiatría.[12]
En el contexto de modernización de la Universidad, a mediados de siglo XX, con una fuerte impronta positivista, se comenzó a desarrollar nuevos medios tecnológicos al servicio de la ciencia. En 1949 se creó el Instituto de Cinematografía de la Universidad de la República (ICUR) impulsado por Rodolfo Tálice. En sus primeras etapas desarrolló films con fines pedagógicos y de promoción institucional. Adaptado a un público general, e inspirado en el cine comercial, pretendía divulgar las investigaciones científicas y promover la actividad en este campo. Hacia 1960 el instituto experimentó una profesionalización de la mano de Plácido Añón quien teorizó acerca del cine científico reaccionando contra los primeros films de la institución. Añón promovía un cine supervisado, con fines científicos y dirigido exclusivamente a un público especializado. En 1953 se realizó el primer registro a color.
El ICUR recibió otro impulso en 1966 con la asunción de Mario Handler como jefe cineasta, quien se había formado en los mejores institutos cinematográficos de Europa. Se comenzó a evidenciar inquietudes por producir contenido desde una perspectiva autoral y no necesariamente al servicio de una investigación científica. Las temáticas comenzaron a virar hacia preocupaciones de carácter antropológico: situación política y social del Uruguay, la cultura folklórica. En 1973, con la instalación del gobierno de facto, se intervino la Universidad y muchos miembros de la comunidad científica debieron exiliarse. Los equipamientos del laboratorio del ICUR fueron reutilizados para la creación del Departamento de Medios Técnicos de Comunicación, que materializó las estrategias comunicacionales de la dictadura para legitimarse y crear una visión positiva de su régimen al exterior. [13] 
[1]          BROQUETAS, Magdalena (2012) El retrato fotográfico desde sus orígenes hasta comienzos del siglo XX. Negocio y medio de autorrepresentación social. 1840-1900. En BROQUETAS, Magdalena (Coord.) Fotografía en Uruguay. Historia y usos sociales. Tomo I: 1840-1930. (pp. 40-68) Montevideo:  CdF Ediciones.
[2]          VON SANDEN, Clara (2018) Fotografía y vida familiar en el siglo XX (1930-1990) En BROQUETAS, Magdalena; BRUNO, Mauricio (Coord.) Fotografía en Uruguay. Historia y usos sociales. Tomo II: 1930-1990  (pp. 161-196) Montevideo:  CdF Ediciones.
[3]          BRUNO, Mauricio (2012) Aficionados a la fotografía. La extensión del amateurismo y los primeros años de la fotografía artística, 1860-1917. En BROQUETAS, Magdalena (Coord.) Fotografía en Uruguay. Historia y usos sociales. Tomo I: 1840-1930. (pp. 99-123) Montevideo:  CdF Ediciones.
[4]          NÓVOA, Alexandra (2018) La fotografía en el terreno del arte. Amateurismo y modernidad (1930-1967) En BROQUETAS, Magdalena; BRUNO, Mauricio (Coord.) Fotografía en Uruguay. Historia y usos sociales. Tomo II: 1930-1990  (pp. 54-89) Montevideo:  CdF Ediciones.
[5]          NÓVOA, Alexandra (2018) Hacia una fotografía contemporánea. La renovación del Foto Club uruguayo y el surgimiento de la “fotografía de autor” (1966-1990) En BROQUETAS, Magdalena; BRUNO, Mauricio (Coord.) Fotografía en Uruguay. Historia y usos sociales. Tomo II: 1930-1990  (pp. 288-327) Montevideo:  CdF Ediciones.
[6]          BRUNO, Mauricio (2012) Guerra e identidad a través de las imágenes, 1865-1910. En BROQUETAS, Magdalena (Coord.) Fotografía en Uruguay. Historia y usos sociales. Tomo I: 1840-1930. (pp. 71- 97) Montevideo:  CdF Ediciones.
[7]          BROQUETAS, Magdalena; BRUNO, Mauricio (2012) La fotografía al servicio de la vigilancia y el control social. 1870-1925. En BROQUETAS, Magdalena (Coord.) Fotografía en Uruguay. Historia y usos sociales. Tomo I: 1840-1930. (pp. 177- 198) Montevideo:  CdF Ediciones.
[8]          VON SANDEN, Clara (2012) La imagen del Uruguay dentro y fuera de fronteras. La fotografía entre la identidad nacional y la propaganda del país en el exterior. 1866-1930. En BROQUETAS, Magdalena (Coord.) Fotografía en Uruguay. Historia y usos sociales. Tomo I: 1840-1930. (pp. 200-232) Montevideo:  CdF Ediciones.
[9]          BRUNO, Mauricio (2018) Uruguay para propios y extraños. Fotografía, propaganda e identidad nacional (1929-1972) En BROQUETAS, Magdalena; BRUNO, Mauricio (Coord.) Fotografía en Uruguay. Historia y usos sociales. Tomo II: 1930-1990  (pp. 16- 53) Montevideo:  CdF Ediciones.
[10]         BRUNO, Mauricio (2018) “Esto es Uruguay” Fotografía y propaganda durante la dictadura civil-militar (1973-1983) En BROQUETAS, Magdalena; BRUNO, Mauricio (Coord.) Fotografía en Uruguay. Historia y usos sociales. Tomo II: 1930-1990  (pp. 252- 286) Montevideo:  CdF Ediciones.
[11]         BROQUETAS, Magdalena (2018) La foto periodística en tiempos de movilización social, autoritarismo y dictadura (1959- 1985) En BROQUETAS, Magdalena; BRUNO, Mauricio (Coord.) Fotografía en Uruguay. Historia y usos sociales. Tomo II: 1930-1990  (pp. 198- 251) Montevideo:  CdF Ediciones.
[12]         WSCHEBOR, Isabel (2012) Mostrar lo invisible y revelar la cura. Los orígenes de la fotografía científica en Uruguay, 1890-1930. En BROQUETAS, Magdalena (Coord.) Fotografía en Uruguay. Historia y usos sociales. Tomo I: 1840-1930. (pp. 124-143) Montevideo:  CdF Ediciones.
[13]         WSCHEBOR, Isabel (2018) Capturar el conocimiento. Usos científicos de la fotografía y el cine en Uruguay (1945-1973) En BROQUETAS, Magdalena; BRUNO, Mauricio (Coord.) Fotografía en Uruguay. Historia y usos sociales. Tomo II: 1930-1990  (pp. 134-158) Montevideo:  CdF Ediciones.

## Organizaciones
- Sociedad Fotográfica de Aficionados (fundación: 10 de marzo de 1884 - 1898)
- Foto Club de Montevideo (fundación: 10 de junio de 1901)
- Archivo Nacional de la Imagen (fundación: 26 de enero de 1912)